# Maricica Puică
Maricica Puică (dekliški priimek Luca), romunska atletinja, * 29. julij 1950, Iaşi, Romunija.
Nastopila je na poletnih olimpijskih igrah v letih 1976, 1980 in 1984, ko je osvojila naslov olimpijske prvakinje v teku na 3000 m in bronasto medaljo v teku na 1500 m. V teku na 3000 m je osvojila še srebrne medalje na svetovnem prvenstvu leta 1987 ter evropskem prvenstvu v letih 1982 in 1986. 9. septembra 1982 je postavila svetovni rekord v teku na miljo s časom 4:17,44, veljal je do leta 1985.